# Hypocuma dentatum
Hypocuma dentatum är en kräftdjursart som beskrevs av Francis Day 1975. Hypocuma dentatum ingår i släktet Hypocuma och familjen Bodotriidae. Inga underarter finns listade i Catalogue of Life.